# Chủ nghĩa gia đình trị

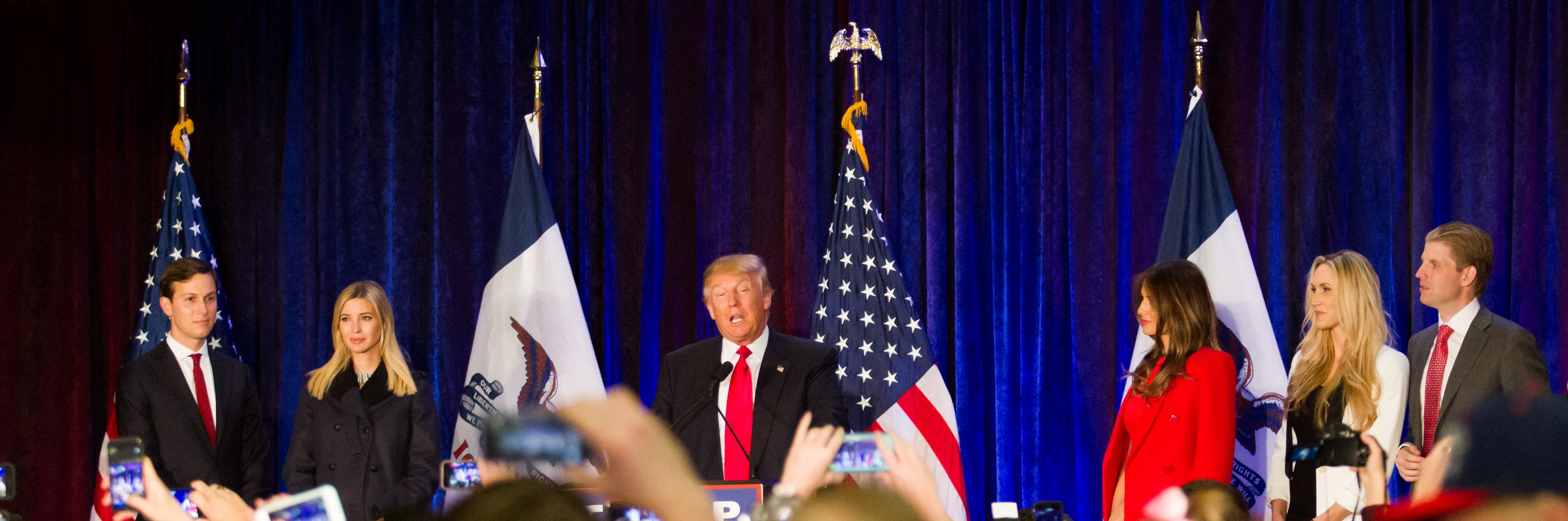
Gia đình của ông Trump.

Chủ nghĩa gia đình trị (tiếng Đức: Nepotismus hay Vetternwirtschaft từ chữ tiếng Latinh: nepos cháu trai) là việc những người có quyền lực, có vị trí lãnh đạo tạo lợi thế hay ban đặc ân cho những người trong gia đình hoặc bà con thân thuộc. Những lợi thế, ưu tiên thí dụ như cấp điều khoản hợp đồng thuận lợi khác thường cho người thân hoặc bỏ kiểm tra cần thiết đối với người thân, gây thiệt hai cho một tổ chức hoặc một công ty. Chủ nghĩa gia đình trị có thể xảy ra tại mọi lãnh vực khác nhau như chính trị, giải trí, doanh nghiệp và đạo giáo.

## Từ ngữ
Từ tiếng Đức hay tiếng Anh Nepotism bắt nguồn từ tiếng Ý nepotismo, từ chữ Latin nepos có nghĩa là cháu trai. Nó nói tới việc các giáo hoàng, hay giám mục bổ nhiệm các cháu trai và các người thân khác của mình vào chức vụ hồng y, hay các chức sắc cao. Từ thời Trung Cổ và đến cuối thế kỷ 17, một số giáo hoàng Công giáo Rôma hay giám mục, đã khấn khiết tịnh, và do thường không có con cái của chính họ, đã cho cháu trai của họ vào các vị trí ưu tiên mà thường xảy ra trong việc cha truyền con nối.
Giáo hoàng Calixtô III, người đứng đầu nhà Borgia, phong 2 hai cháu của mình làm hồng y; Rodrigo, một trong 2 người cháu trai, sau đó sử dụng vị trí của mình như là một hồng y để trở thành Giáo hoàng Alexanđê VI. Alexander sau đó lại phong Alessandro Farnese, anh trai tình nhân của mình, làm hồng y; Farnese lại trở thành Giáo hoàng Phaolô III.
Giáo hoàng Phaolô III cũng theo chủ nghĩa gia đình trị, bổ nhiệm, hai cháu trai, ở độ tuổi 14 và 16, làm hồng y. Những thực hành như vậy chỉ chấm dứt khi Giáo hoàng Innôcentê XII cho ban hành sắc lệnh Romanum decet pontificem vào năm 1692. Sắc lệnh này cấm các giáo hoàng tặng bất động sản, văn phòng, hoặc thu nhập cho bất kỳ thân nhân nào, với ngoại lệ là một người thân có đủ trình độ thì có thể thành hồng y.

## Đạo đức
Một trong những chủ đề căn bản nhất trong đạo đức là sự công bằng. Gia đình trị nói riêng và thiên vị do liên hệ nói chung tạo ra sự bất công vì nó tạo ra lợi thế quá mức cho một người không nhất thiết đáng để hưởng việc này.
Trong lĩnh vực công cộng, gia đình trị cũng làm suy yếu lợi ích chung. Khi một người nào đó được cấp một chức vụ do có liên hệ chứ không phải vì người đó có khả năng và kinh nghiệm tốt nhất, các dịch vụ mà người đó thực hiện cho công chúng có thể kém hơn.
Ngoài ra, quan hệ gia đình thường được giữ bí mật, thực hành này làm mất đi sự minh bạch mà nên là một phần của quá trình tuyển dụng và ký kết hợp đồng chính phủ.

## Luật lệ
Năm 1967, Hoa Kỳ đã ban hành "federal anti-nepotism law" (Luật liên bang chống gia đình trị) cấm các viên chức chính phủ tuyển dụng thân nhân mình nơi họ trông coi hay quản lý. Người ta thường nhắc tới trong quá khứ việc tổng thống John F Kennedy đã bổ nhiệm em trai mình Robert F. Kennedy làm bộ trưởng bộ Tư pháp Hoa Kỳ vào năm 1961.

## Các loại thiên vị
Ngoài chủ nghĩa gia đình trị thiên vị người trong gia đình, còn có Chủ nghĩa thân hữu (cronyism) thiên vị người quen hay bạn bè. Chủ nghĩa thiên vị nhóm (Favoritism) nói về sự thiên vị một nhóm người ưa thích hơn là xét đoán dựa vào khả năng.

## Gia đình trị ở các quốc gia

### Việt Nam

#### Luật không cấm
Liên quan đến việc nguyên Giám đốc Trung tâm pháp y Đà Nẵng Võ Đình Thạnh đưa người thân vào biên chế trước khi nghỉ hưu, Giám đốc Sở Y tế Đà Nẵng Ngô Thị Kim Yến cho rằng: "Thẩm quyền tiếp nhận, bổ nhiệm, nhân sự từ nơi này đến nơi khác là của giám đốc đơn vị. Pháp luật hiện không cấm việc tuyển dụng người nhà, miễn là đúng quy trình".

#### Nhận xét
Về vụ Trịnh Xuân Thanh, bà Nguyễn Thị Từ Huy bày tỏ quan điểm: "Thực ra tuổi tác không quyết định khả năng làm việc. Và nhiều người xuất thân trong các gia đình cán bộ cao cấp nhưng vẫn có thực tài, có năng lực thực sự. Nhưng nếu "con cháu các cụ cả" trở thành nguyên tắc (ngầm) trong việc tuyển dụng cán bộ thì dĩ nhiên hậu quả không thể tránh khỏi là tham nhũng, kém hiệu quả, thua lỗ, kém phát triển, và tình trạng "gia đình trị" sẽ tiếp tục kéo dài dẫn đến hiện tượng toàn bộ các lĩnh vực trong xã hội bị một số gia đình nắm trong tay họ,..." 

#### Một số chính trị gia tại Việt Nam có xuất thân trong gia đình cán bộ cao cấp
| Tên                | Năm sinh | Chức vụ | Xuất thân |
| ------------------ | -------- | --- | --- |
| Nguyễn Xuân Anh    | 1976     | Ủy viên Ban Chấp hành Trung ương Đảng khóa XII, Chủ tịch Hội đồng nhân dân Thành phố Đà Nẵng khóa IX                                                        | Con trai cả của ông Nguyễn Văn Chi, chính trị gia từng là Ủy viên Bộ Chính trị khóa X                                                                       |
| Nguyễn Thanh Nghị  | 1976     | Ủy viên Ban Chấp hành Trung ương Đảng Cộng sản Việt Nam khóa XIII, Bộ trưởng Bộ Xây dựng                                                                    | Con trai cả của nguyên Thủ tướng Nguyễn Tấn Dũng |
| Trần Tuấn Anh      | 1964     | Ủy viên Bộ Chính trị Ban Chấp hành Trung ương Đảng Cộng sản Việt Nam khóa XIII, Trưởng Ban Kinh tế Trung ương                                               | Con trai của nguyên Chủ tịch nước Trần Đức Lương |
| Nguyễn Bá Cảnh     | 1983     | Phó Trưởng Ban Thường trực Ban Dân vận Thành uỷ Đà Nẵng | Con trai cố Bí thư Đà Nẵng Nguyễn Bá Thanh |
| Lê Trương Hải Hiếu | 1981     | Trưởng ban Kinh tế - Ngân sách Hội đồng nhân dân TP Hồ Chí Minh                                                                                             | Con trai Lê Thanh Hải, Ủy viên Bộ Chính trị khóa X, XI, nguyên Bí thư Thành ủy Thành phố Hồ Chí Minh, nguyên Chủ tịch Ủy ban nhân dân Thành phố Hồ Chí Minh |
| Nguyễn Chí Vịnh    | 1957     | Thượng tướng. Nguyên là Thứ trưởng Bộ Quốc phòng Việt Nam.                                                                                                  | Con trai của Đại tướng Nguyễn Chí Thanh |
| Nguyễn Minh Triết  | 1988     | Bí thư Trung ương Đoàn Thanh niên Cộng sản Hồ Chí Minh | Con trai của nguyên Thủ tướng Nguyễn Tấn Dũng |
| Nông Quốc Tuấn     | 1963     | Thứ trưởng, Phó Chủ nhiệm Ủy ban Dân tộc Việt Nam | Con trai của Nông Đức Mạnh, nguyên Tổng Bí thư Ban Chấp hành Trung ương Đảng Cộng sản Việt Nam khóa IX, X.                                                  |
| Phạm Bình Minh     | 1959     | Ủy viên Bộ Chính trị Ban Chấp hành Trung ương Đảng Cộng sản Việt Nam khóa XIII, Phó Thủ tướng Thường trực Chính phủ nước Cộng hoà xã hội chủ nghĩa Việt Nam | Con trai của cố Bộ trưởng Ngoại giao Nguyễn Cơ Thạch |
| Nguyễn Thiện Nghĩa | 198x     | Phó Vụ trưởng Vụ Công nghệ thông tin, Bộ Thông Tin và Truyền Thông                                                                                          | Con trai của Nguyễn Thiện Nhân, nguyên là Ủy viên Bộ Chính trị Ban Chấp hành Trung ương Đảng khóa XII; nguyên Bí thư Thành ủy Thành phố Hồ Chí Minh         |
| Vũ Chí Hùng        | 1979     | Phó Tổng cục trưởng Tổng cục Thuế | Con rể Chủ tịch nước Nguyễn Xuân Phúc |
| Nguyễn Xuân Hiếu   | 198x     | Chánh Văn phòng Trung ương Hội Liên Hiệp Thanh Niên Việt Nam                                                                                                | Con trai Chủ tịch nước Nguyễn Xuân Phúc |

#### Một số doanh nhân tại Việt Nam có xuất thân trong gia đình cán bộ cao cấp
| Tên                 | Năm sinh | Chức vụ                                                         | Xuất thân                                    |
| ------------------- | -------- | --------------------------------------------------------------- | -------------------------------------------- |
| Nguyễn Thanh Hà     | 1950     | Chủ tịch Hội Đồng Quản Trị VietjetAir                           | Con gái của Đại tướng Nguyễn Chí Thanh       |
| Nguyễn Thanh Phượng | 1980     | Chủ tịch Hội Đồng Quản Trị Công ty Cổ phần Chứng khoán Bản Việt | Con gái của nguyên Thủ tướng Nguyễn Tấn Dũng |